# عداد انتظار السيارات

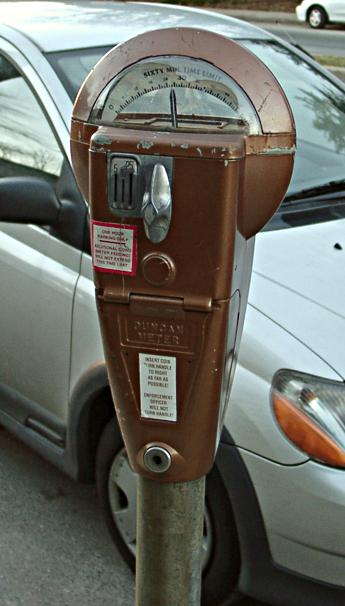
أحد نماذج عدادات السيارات

عداد انتظار السيارات Parking meter ،اخترعه الأمريكي س س ماجي عام 1935
و هو عبارة عن عمود مزود بساعة إلكترونية أو ميكانيكية و تظهر هذه الساعة الوقت المسموح فيه ركن السيارة. و يتواجد هذا العداد عادة في أماكن ركن السيارات و يكون مزود بحصالة نقود، أما في حالة العدادات الحديثة يمكن الدفع عن طريق رسالة نصية قصيرة SMS.
1. ↑  "معلومات عن عداد انتظار السيارات على موقع d-nb.info". d-nb.info. مؤرشف من الأصل في 2020-11-09.
2. ↑  "معلومات عن عداد انتظار السيارات على موقع omegawiki.org". omegawiki.org. مؤرشف من الأصل في 2022-05-18.
3. ↑  "معلومات عن عداد انتظار السيارات على موقع id.loc.gov". id.loc.gov. مؤرشف من الأصل في 2019-09-08.

Parkuhr